# Blue Ridge Fall
Blue Ridge Fall è un film del 1999, diretto da James Rowe.

## Trama
Nella città di Jefferson Creek, nel Nord Carolina, il giovane quarterback Danny Shepherd e i suoi amici Shane e Taz sono convinti di poter fare tutto quello che vogliono. Quando il loro amico Aaron, un ragazzo con disturbi mentali, uccide il padre, i ragazzi fanno di tutto per proteggere l'amico.